# Cuauhnáhuac (Revueltas)

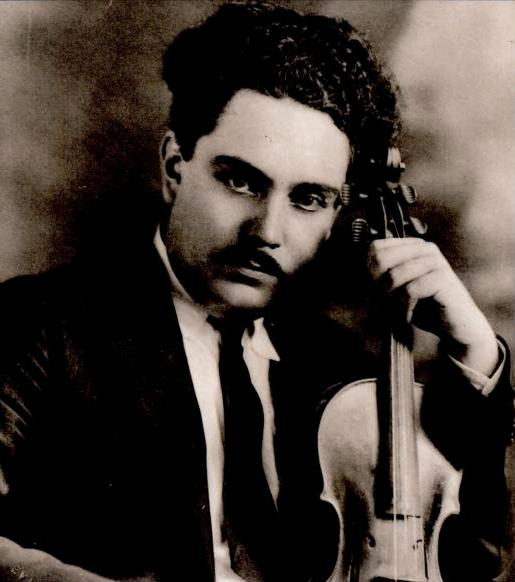
Silvestre Revueltas en 1930

Cuauhnáhuac es una composición orquestal del compositor y violinista mexicano Silvestre Revueltas. Se conocen tres versiones de la obra, la primera para orquesta de cuerdas, las otras dos para orquesta completa con vientos y percusión. La primera versión tiene una duración de casi 15 minutos, mientras que la tercera solo dura unos 11 minutos.

## Historia
En marzo de 1925, Revueltas dejó la ciudad de Chicago , así como a su esposa Jule Klarasy, quien se quedó con su hija Carmen, de entonces tres años. Se divorciaron en junio de 1927, momento en el que Revueltas había aceptado un puesto de profesor en la Facultad de Música de San Antonio, Texas. Allí conoció a Aurora Murguía, viuda del general revolucionario mexicano, y pronto estuvieron viviendo juntos. 
A fines de 1928, Revueltas recibió una invitación de Carlos Chávez en la que se le ofreció un puesto de profesor de violín y director de la Orquesta de estudiantes en el Conservatorio Nacional de la Ciudad de México, así como el puesto de Director Asociado de la recién fundada Orquesta Sinfónica Mexicana de Chávez. Revueltas aprovechó la oportunidad y, a principios de 1929, él y Aurora se mudaron a la Ciudad de México. Fue en este momento que Revueltas comenzó a componer de manera constante y formal, a través del manuscrito de una de sus primeras composiciones a gran escala, la versión para orquesta de cuerdas de Cuauhnáhuac, está dedicado a Aurora ( Parker, 2002;Parker, 2004  ). También le dedicaría su Segundo Cuarteto de Cuerda (Magueyes) (1931) (Baldassarre, 2015).
Como en muchas otras de sus composiciones, Revueltas compuso varias versiones de Cuauhnáhuac. La primera versión, para orquesta de cuerdas, fue escrita en junio de 1931 durante una estancia en Cuernavaca, ciudad de la que deriva su nombre (Contreras Soto, 2000, 35;Teibler-Vondrak, 2011, 29n81). Posteriormente se dispuso a rescatar la pieza para orquesta completa, en una versión inédita completada más tarde en el mismo año. Al año siguiente creó la tercera y última versión, completando la nueva partitura en diciembre de 1932. Esta última versión fue estrenada el 2 de junio de 1933 por la Orquesta Sinfónica de México, dirigida por el compositor (Aktories and Kolb, 1996, 2, 14;Estrada, 2012, 54;Paraskevaídis, 2011, 34;Slonimsky, 1945, 249–50).

## Instrumentación

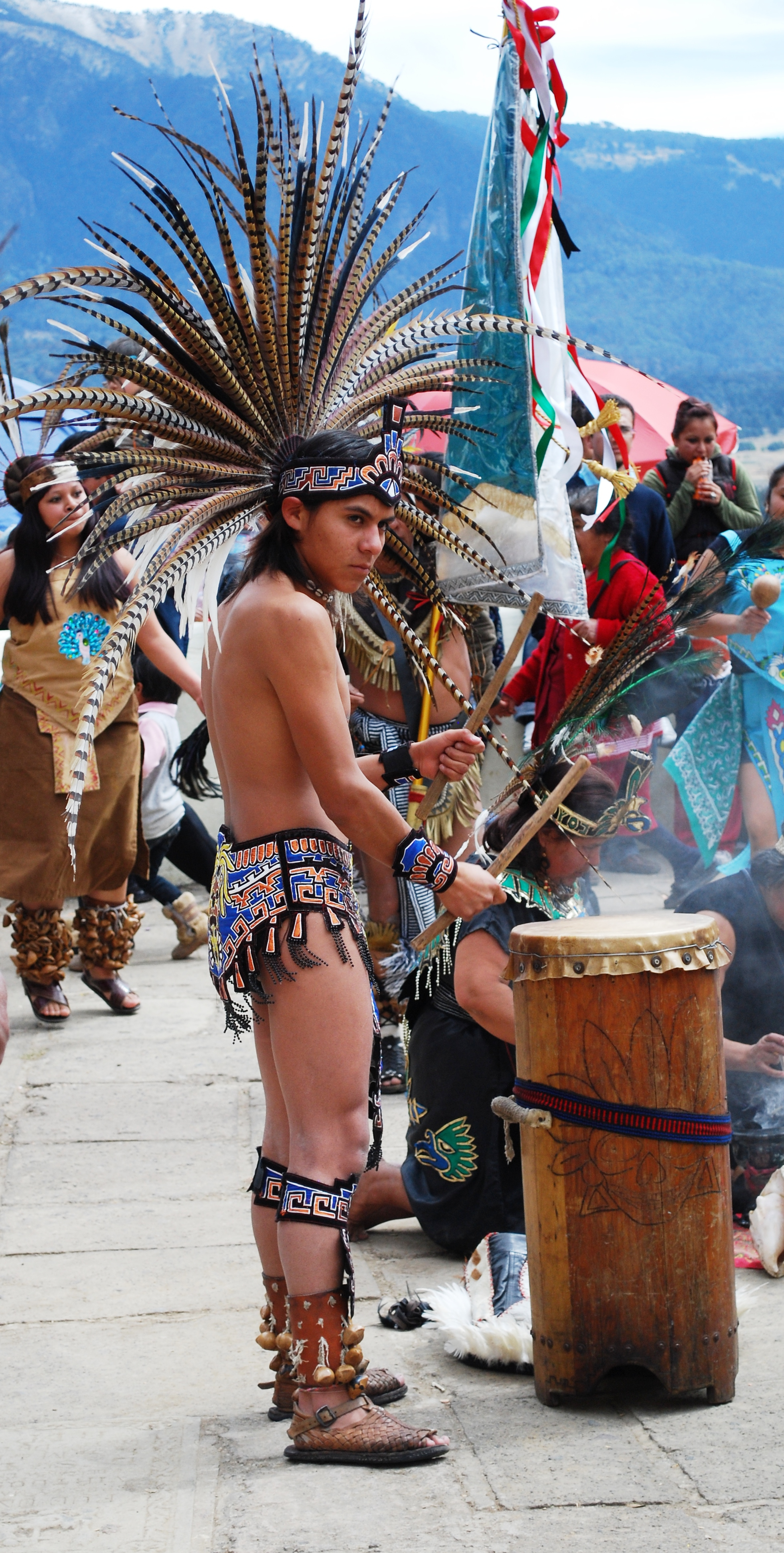
Huehuetl (Tambor indio)

La primera versión de Cuauhnáhuac fue para orquesta de cuerdas. La segunda versión no está publicada y se desconoce la partitura. La tercera versión publicada está compuesta para una orquesta completa de flautín, 2 flautas, 2 oboes, corno inglés, clarinete en Mi♭, 2 clarinetes en Si♭, clarinete bajo, 3 fagotes, 4 cuernos, 4 trompetas, 3 trombones, tuba, percusión (4 intérpretes: bloque de madera, bomba, 2 tambores indios, platillos, xilófono, 2 panderetas, gong) y cuerdas.

## Contenido programático

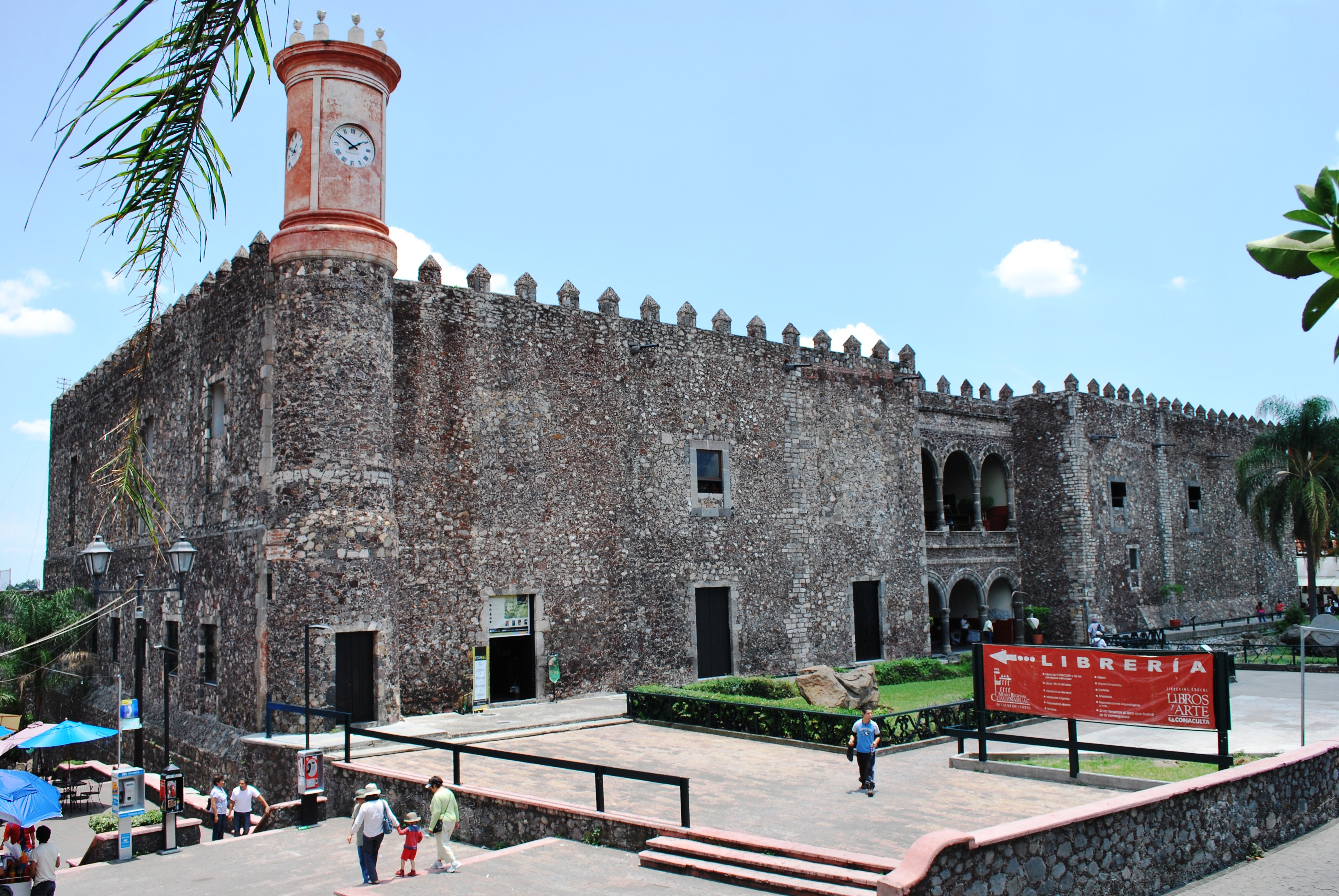
Palacio de Cortés en Cuernavaca

"Cuauhnáhuac", palabra náhuatl que significa "cerca del bosque" (de quauitl, "árbol" y nauac o nahuac, "cerca"), fue el nombre que le dieron los tlalhuicas, pueblo relacionado étnicamente con los aztecas, a la capital de su provincia de Tlahuican. El nombre fue deformado en Cuernavaca ("cuerno de vaca") por los invasores españoles en el siglo XVI. Se dice que el emperador azteca Moctezuma II tenía un palacio de campo allí, y cuando fue depuesto por los conquistadores, su comandante, Hernán Cortés, construyó un palacio de piedra en su plaza principal después de haber elegido Cuernavaca como sede administrativa de su Finca semiautónoma, el Marquesado del Valle de Oaxaca . Aunque la ciudad y sus territorios circundantes se convirtieron en una próspera zona mercantil, hogar de una población diversa, el gobierno municipal de Cuernavaca siempre estuvo integrado en su totalidad por miembros de la élite indígena local, los cuales afirmaban ser descendientes de la clase élite del Altépetl. El lugar ha sido descrito a menudo como una "tierra de eterna primavera" o "paraíso" por los viajeros de los siglos XIX y XX.Estrada, 2012, 156Haskett, 2005, 5–6
Revueltas brindó una introducción irónica a la partitura: "Esta es una música sin turismo. En la orquesta, el huehuetl (tambor indio) se utiliza como medio de propaganda nacionalista. Otros instrumentos de la partitura son aún más nacionalistas, pero no se les debe prestar atención; todo es agitación anticapitalista ” (Slonimsky, 1945).

## Análisis
Cuauhnáhuac emplea un lenguaje cromático y disonante que sugiere el estilo folclórico primitivista de los primeros años de Stravinsky. Esto se logra mediante el uso de relaciones percusivas, polirrítmicas, ostinatos y sucesiones métricas irregulares (Antokoletz, 2014, 194). La sección inicial combina la influencia de Claude Debussy con la de Stravinsky (Estrada, 2012, 156). Como muchas de las obras de un solo movimiento de Revueltas, tiene una forma tripartita, en la que el carácter de apertura atonal regresa en la parte cromática final. En el medio viene una sección central pentatónica contrastante. Aunque lleva las marcas de inspiración del romanticismo, su carácter esencialmente disonante, producido por la superposición de diferentes niveles armónicos y un fuerte fondo percusivo, muestra el surgimiento de un estilo de composición personal (Teibler-Vondrak, 2011, 29–30). Un ejemplo rudimentario de los niveles de armónicos superpuestos se produce en el compás 45, donde los vientos y xilófono tocan una suave melodía memorable en Mi♭ mayor, acompañada de los violonchelos en sol mayor (Palacio, 1991).  
El trabajo es simple en su forma general, pero complejo en la organización de sus secciones componentes (Dean, 1992, 93). Tiene una estructura tripartita, aunque la estética predominante es la de un cambio continuo. Si bien el último tramo vuelve a la textura del primero y recapitula parte de su material, este solo se utiliza como fondo para la introducción de siete nuevos motivos, otra melodía mestiza y dos ostinatos más. Dada la cantidad de material nuevo introducido, sería más exacto describirlo como una forma A-B-C que como una como A-B-A (Dean, 1992, 102). La presentación simultánea de diferentes materiales motivadores produce una politonalidad penetrante y disonante. Algunos de los motivos son diatónicos, algunos son pentatónicos, otros usan la escala de tonos completos, mientras que la sección de apertura usa los doce tonos de la escala cromática (Dean, 1992, 103–104).
La sección central (c. 165-214) crea un fuerte contraste con lo que sucedió antes y vendrá después, al cambiar a un estado de ánimo tranquilo y exclusivamente material pentatónico en La menor. Esta persistencia de una sola tonalidad no es característica de la música de Revueltas, y puede ocurrir aquí para proyectar más claramente la calma del aspecto prehispánico de la obra evitando complejas configuraciones rítmicas y tonales, en contraste con los elementos mestizos de las dos secciones externas. (Dean, 1992, 114–15).

## Recepción
En 1928, quedó claro que los críticos, los artistas y el público mexicanos favorecían un nacionalismo musical basado en estilos precolombinos populares más que imaginarios. Cuando los ballets indianistas de Chávez El fuego nuevo (1921) y Los cuatro soles (1925) se interpretaron por primera vez en 1928 y 1930, respectivamente, recibieron una recepción fría. Cuauhnáhuac de Revueltas obtuvo mejores resultados cuando se estrenó en 1933, debido a su contenido indianista menos obvio y más bien paródico (Saavedra, 2009, 312).
Cuauhnáhuac es considerada como la obra con la que Revueltas inició su etapa compositiva más productiva, una composición que ya muestra las cualidades que definen su estilo personal (Teibler-Vondrak, 2011, 30). Ha sido descrita como "una composición cuidadosamente construida que muestra una imaginación melódica inagotable y un uso magistral del contrapunto" (Aktories and Kolb, 1996, 2, 14), y elogiada por "la extraordinaria vitalidad de todas las voces, los sorprendentes contrastes de los instrumentos coloración y superposición de diferentes planos armónicos " (Mayer-Serra, 1941, 131). Un rasgo especialmente admirado es su cualidad instintiva, que permite a Revueltas dotar a la música "de una nueva intención compositiva, un carácter primario o cubismo dislocado que, como collage, surge espontáneamente en su obra" (Estrada, 2012, 156).
Sin embargo, no toda la recepción ha sido acríticamente entusiasta. Cuando la partitura se publicó por primera vez, Henry Cowell señaló que, aunque "está llena de sonidos únicos y emocionantes y toda la obra tiene el atractivo del genio original", predijo que su forma "dispersa" evitaría que entrara en el repertorio estándar, incluso si a menudo se puede jugar como "una novedad divertida". Encontró la mezcla de la cultura indígena centroamericana con un estilo modernista europeo "bastante incómoda", y el final "tan incongruente que todo el asunto se convirtió en una broma, bastante divertida, pero dejando, si no bastante mal sabor de boca", al menos un sonido desagradable en la boca " (Cowell, 1946).

## Discografía
- Sensemayá: Las Revueltas desconocidas. Troka; Cuauhnáhuac (versión orquesta de cuerdas); Cinco canciones para voz y conjunto instrumental. Escenas infantiles; Cuatro pequeños trozos; El afilador; Parián; Sensemayá (original, versión de cámara, 1937). Camerata de las Américas, Enrique Arturo Diemecke, director; Lourdes Ambriz, soprano; Jesús Suaste, barítono; Cuarteto Latinoamericano; Octeto Vocal Juan D. Tercero. Grabado en septiembre de 1996 en la Sala Nezahualcóyotl, Ciudad de México. Música de Maestros Latinoamericanos. Grabación de CD, 1 disco de sonido: digital, 4¾ en., estéreo. Dorian DOR-90244. Troy, Nueva York: Dorian Recordings, 1996.

### Versión de orquesta completa
- España. Emmanuel Chabrier: España; Silvestre Revueltas: Cuauhnáhuac, Sensemayá; Mosolov; Fundición de Hierro. Orquesta Sinfónica Filarmónica de Londres, Argeo Quadri, cond. Serie del laboratorio de Westminster. Grabación LP, 1 disco de sonido: analógico, 33⅓ rpm, monoaural; 12 en. Westminster W-LAB 7004. [Estados Unidos]: Westminster, década de 1950. Reeditado, con material adicional (Dukas: The Sorcerer's Apprentice ; Saint-Saëns: Danse macabre ; Bacchanale de Samson and Dalilah; Chabrier: Marche joyeuse ), en Hi-Fi Feast for Orchestra. Grabación LP. Westminster XWN 18451. Nueva York: Westminster, década de 1960.
- Sones de mariachi. Orquesta Filarmónica de la Ciudad de México, Enrique Batiz, cond. Blas Galindo: Sones de mariachi; Rodolfo Halffter: Obertura festiva; Silvestre Revueltas: Janitzio, Cuauhnáhuac; Bernal Jiminez: Tres cartas de México. Grabación LP, 1 disco de sonido: analógico, 33⅓ rpm, 12 en estéreo. Departamento del Distrito Federal 270229. México: Departamento del Distrito Federal, 1985.
- Silvestre Revueltas: Música orquestal (Redes, Itinerarios, Caminos, Homenaje a Federico García Lorca, Danza geométrica, Cuauhnáhuac, Janitzio). Nueva Orquesta Filarmónica, Eduardo Mata, cond. Grabado en noviembre de 1975 en Walthamstrow, Londres. Grabación LP, 2 discos de sonido analógico, 33⅓ rpm, 12 en estéreo. Sello rojo RCA MRSA-1. México: RCA Red Seal, 1976. Reeditado, con tres ítems adicionales ( Planos, Ocho por Radio y Sensemayá, Orquesta Filarmónica de la UNAM, Eduardo Mata, cond., Grabado 1969) como Eduardo Mata Edición Vol 10: Revueltas . Grabación de CD, 2 discos. RCA 30986. Reedición parcial de Silvestre Revueltas: Antología del centenario 1899–1999: 15 obras maestras . Grabación de CD, 2 discos: RCA Red Seal 09026-63548-2. Nueva York: RCA Red Seal, 1999.
- Música mexicana. Volumen 3. (José Pablo Moncayo: Huapango; Manuel M Ponce: Concierto del sur; Rodolfo Halffter: Concierto para violín, Op.11. Silvestre Revueltas: Cuauhnáhuac ) Henryk Szeryng, violín; Orquesta Filarmónica de la Ciudad de México, Enrique Bátiz, cond. Grabación de CD, 1 disco de sonido: digital, 4¾ en estéreo. ASV CD DCA 871. Londres: ASV, 1994.